# El Trabajo
El Trabajo es un periódico chileno editado en la ciudad de San Felipe, en la Región de Valparaíso. Actualmente se publica de lunes a viernes.

## Historia
El Trabajo fue fundado en Putaendo el 24 de febrero de 1929 y posteriormente trasladó sus dependencias a San Felipe.
El 24 de febrero de 2000, en el marco de su 71.er aniversario, El Trabajo inauguró su sitio en Internet.
El 16 de febrero de 2002 las oficinas del diario sufrieron un incendio intencional que destruyó gran parte de las instalaciones. Sin embargo, el periódico continuó su publicación al poco tiempo de ocurrido el siniestro.

## Directores
- Elías Juri Jacob (1929-1948)
- Víctor Juri Henríquez (1948-1968)
- Miguel Ricardo Juri Juri (1968-1987)
- Miguel Ángel Juri Ceballos (1987-2005)
- Marco Antonio Juri Ceballos (2005-actualidad)